# Drepananthus carinatus
Drepananthus carinatus är en kirimojaväxtart som beskrevs av Henry Nicholas Ridley. Drepananthus carinatus ingår i släktet Drepananthus och familjen kirimojaväxter. Inga underarter finns listade i Catalogue of Life.